# Colin arlequin
Cyrtonyx montezumae
Espèce
Statut de conservation UICN

 LC  : Préoccupation mineure
Le Colin arlequin (Cyrtonyx montezumae) est une espèce d'oiseaux de la famille des Odontophoridae.

## Répartition
L'aire de répartition du Colin arlequin s'étend à travers le Mexique et de manière éparse dans le sud-ouest des États-Unis.

## Liste des sous-espèces
Selon la classification de référence du Congrès ornithologique international (version 15.1, 2025) :
- Cyrtonyx montezumae mearnsi Nelson, 1900 — sud-ouest des États-Unis et nord du Mexique ;
- Cyrtonyx montezumae montezumae (Vigors, 1830) — centre du Mexique ;
- Cyrtonyx montezumae rowleyi Phillips, AR, 1966 — Oaxaca ;
- Cyrtonyx montezumae sallei Verreaux, J, 1859 — Michoacán et Guerrero.